# Diac

Elektrisch symbool van een diac

Een diac (diode alternating current switch, een diode wisselstroomschakelaar) is een op halfgeleidertechnologie gebaseerde elektronische component die zich gedraagt als schakelaar voor zowel gelijk- als wisselstroom. 
De werking berust op het gegeven dat de schakelaar zich sluit zodra de spanning over de beide aansluitingen boven de doorslagspanning of ontsteekspanning uit komt. Deze werking treedt bij positieve en negatieve polariteit op, aangezien de opbouw symmetrisch is. De schakelaar opent zich zodra de stroom erdoor beneden de houdstroom komt. De doorslagspanning is doorgaans ongeveer 33 volt.

## Werking

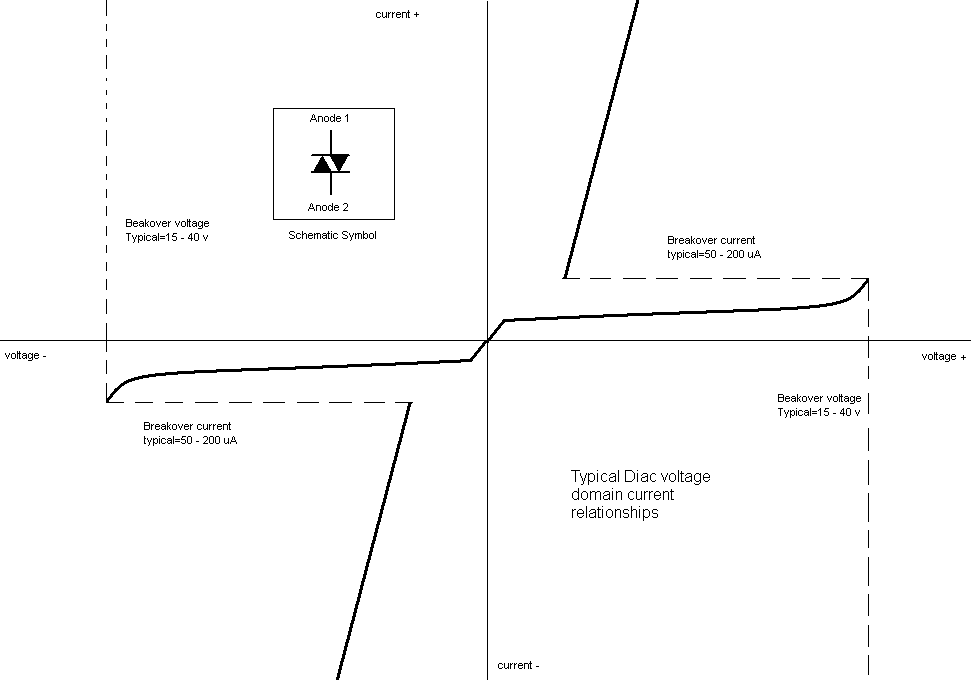
Het verband tussen stroom en spanning van de diac.

Het verband tussen de spanning over de diac en de stroom erdoor wordt in de stroom-spanningsgrafiek hiernaast weergegeven.
De diac spert zolang de aangelegde spanning onder de doorslagspanning UBO blijft. De stroom door de diac is in spertoestand minimaal, er zal slechts een minimale sperstroom of lekstroom vloeien. Als de spanning stijgt tot boven de doorslagspanning zal de component 'doorslaan' en volledig gaan geleiden. Wanneer de diac in geleiding komt zal de stroom door de component toenemen en de spanning nagenoeg verdwijnen.
Wanneer de stroom door de diac onder een bepaalde waarde daalt zal de component weer naar de spertoestand terugkeren. De minimale stroom die moet vloeien door de diac om deze in geleiding te houden wordt de houdstroom genoemd.

## Toepassingen met gelijkspanning

### Algemeen

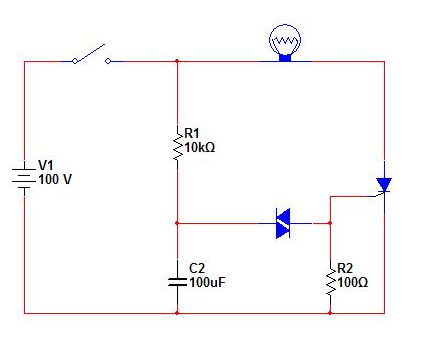
Gelijkspanningstoepassing van de diac

De diac wordt vaak als deel van de stuurkring voor een thyristorschakelaar toegepast. In het schema hiernaast zal de condensator zich opladen via de weerstand R1. Wanneer de condensator is opgeladen tot de doorslagspanning van de diac zal deze in geleiding komen. Nu zal de condensator zich ontladen via R2 totdat de stroom door de diac lager wordt dan de houdstroom. Vanaf dit moment zal de diac weer sperren en zal de condensator weer opgeladen worden tot zij opnieuw de doorslagspanning bereikt.
Elke keer dat de condensator door de diac wordt ontladen vloeit een groot gedeelte van deze stroom door de gate van de thyristor, waardoor deze in geleiding wordt gebracht. Pas als de stroom die zo door de belasting vloeit tot onder de houdstroom van de thyristor komt zal deze geleiding worden opgeheven. Dit zal het geval zijn als de voedingsspanning een pulserend karakter heeft, zoals bij enkelzijdige gelijkrichting het geval is.

### Een praktisch voorbeeld

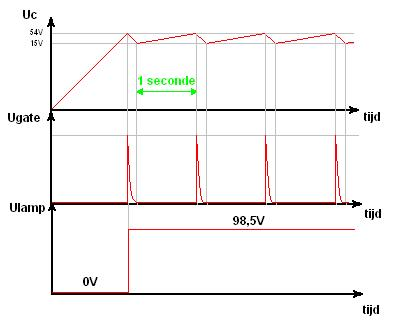
Gelijkspanningsverloop met diac

Als de diac een doorslagspanning heeft van 54 V, is dit de hoogste spanning waartoe de condensator zal worden opgeladen. Als bij een spanning van 15 V de stroom door de diac onder de houdstroom daalt zal de condensator vanaf dit punt telkens weer opgeladen worden. De spanning over de condensator zal zo afwisselend met 39 volt toe- en afnemen. 
Als de tijdsconstante 1 seconde is (R1 × C2 = 1 s), zal de toename van de condensatorspanning na 0,78 seconde 46% zijn van het verschil tussen de voedingsspanning van 100 V en de condensatorspanning van 15 V. De condensatorspanning is dat moment dus 15 V + 39 V = 54 V, de doorslagspanning van de diac. Het ontladen van C2 gebeurt veel sneller omdat de gate-kathodeovergang van de thyristor parallel aan R2 een veel kleinere weerstandswaarde heeft, wat resulteert in een veel kleinere tijdsconstante. 
Met deze schakeling kan het vermogen in de belasting elektronisch geregeld worden als het opladen van C2 via een regelbare uitvoering van R1 sneller of langzamer kan worden gemaakt. Na aanvang van de periode van de voedingsspanning zal de thyristor dan meteen of iets later inschakelen. De thyristor zal weer uitschakelen als de voedingsspanning tot nul is gedaald.

## Toepassing met wisselspanning

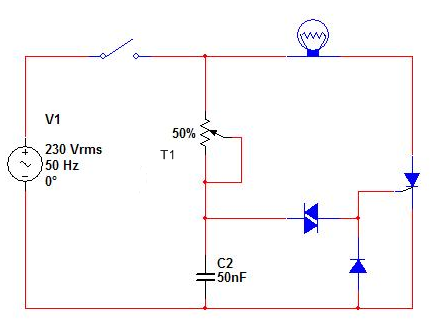
Wisselspanningstoepassing van de diac met thyristor

Met dezelfde schakeling hierboven kan als bronspanning ook gebruikgemaakt worden van de netspanning (230V AC enkelfase). 
Als de weerstand R1 groter wordt zal de spanning over de condensator C2 kleiner worden en zal deze spanning ook meer gaan na-ijlen op de bronspanning. Zo zal de condensatorspanning later de doorslagspanning van de diac bereiken. Hoe lager de weerstand van potentiometer T1 wordt ingesteld, des te vroeger wordt de thyristor in geleiding gestuurd.
De negatieve periode van de bron zal via de diode worden afgeleid naar de massa, omdat de gate van de thyristor geen grote negatieve pulsen kan verdragen. Hierdoor zal het vermogen dat deze schakeling kan leveren maximaal de helft zijn van het vermogen dat geleverd kan worden bij dubbelfasig gebruik.
Met een triac wordt de diac echter het meeste gebruikt. Zo wordt de wisselspanning in beide richtingen benut. Er zijn ook triacs met een geïntegreerde diac.

## Voorbeelden
- BR100 (35 V, 150 mW, DO-41)
- ER900 (D30) (33 V, 150 mW, DO-3)
- DB3 (32 V, 100 µA, DO-35)
- DB4 (40 V, 100 µA, DO-35)
- 1N5758 (20 V, 100 mA, TO-92)
- TMMDB3 (32 V, 100 µA, SMD)

Een bijzondere vorm van een diac is de SBS.